# Saint-Hilaire-du-Harcouët
Saint-Hilaire-du-Harcouët – miejscowość i gmina we Francji, w regionie Normandia, w departamencie Manche. W 2013 roku populacja gminy wynosiła 4273 mieszkańców. 
1 stycznia 2016 roku połączono 3 wcześniejsze gminy: Saint-Hilaire-du-Harcouët, Saint-Martin-de-Landelles oraz Virey. Siedzibą gminy została miejscowość Saint-Hilaire-du-Harcouët, a nowa gmina przyjęła jej nazwę. 